# ジャネット・ヒーリー
ジャネット・ヒーリー（英: Janet Healy）は、アメリカ合衆国の映画プロデューサーである。イルミネーションの『怪盗グルーシリーズ』をはじめとするスタジオのアニメーション作品を手がけている。

## 経歴
スタンリー・クレイマー、ハル・アシュビー、サム・ペキンパーと仕事をした経験があり、視覚効果協会の創設者である。その後、ジョージ・ルーカスのインダストリアル・ライト&マジックに参加した。1995年、ウォルト・ディズニー・アニメーション・スタジオに入社した。
現在は、『怪盗グルーシリーズ』のほか、『SING/シング』（2016年）や『ペット』（2016年）などのイルミネーション作品をプロデュースしている。

## 作品
| 年     | タイトル                     | 備考                           |
| ------ | ---------------------------- | ------------------------------ |
| 1986年 | 1941                         | 協力プロデューサー             |
| 2002年 | スピリット                   | スペシャルサンクス             |
| 2003年 | シンドバッド 7つの海の伝説   | スペシャルサンクス             |
| 2004年 | シャーク・テイル             | プロデューサー                 |
| 2006年 | エブリワンズ・ヒーロー       | エグゼクティブ・プロデューサー |
| 2010年 | 怪盗グルーの月泥棒           | プロデューサー                 |
| 2012年 | ロラックスおじさんの秘密の種 | プロデューサー                 |
| 2013年 | 怪盗グルーのミニオン危機一発 | プロデューサー                 |
| 2015年 | ミニオンズ                   | プロデューサー                 |
| 2016年 | ペット                       | プロデューサー                 |
| 2016年 | SING/シング                  | プロデューサー                 |
| 2017年 | 怪盗グルーのミニオン大脱走   | プロデューサー                 |
| 2018年 | グリンチ                     | プロデューサー                 |
| 2019年 | ペット2                      | プロデューサー                 |
| 2021年 | ミニオンズ フィーバー        | プロデューサー                 |
| 2021年 | SING/シング2                 | プロデューサー                 |